# Oporów (gromada)
Oporów – dawna gromada, czyli najmniejsza jednostka podziału terytorialnego Polskiej Rzeczypospolitej Ludowej w latach 1954–1972.
Gromady, z gromadzkimi radami narodowymi (GRN) jako organami władzy najniższego stopnia na wsi, funkcjonowały od reformy reorganizującej administrację wiejską przeprowadzonej jesienią 1954 do momentu ich zniesienia z dniem 1 stycznia 1973, tym samym wypierając organizację gminną w latach 1954–1972.
Gromadę Oporów siedzibą GRN w Oporowie utworzono – jako jedną z 8759 gromad na obszarze Polski – w powiecie kutnowskim w woj. łódzkim, na mocy uchwały nr 30/54 WRN w Łodzi z dnia 4 października 1954. W skład jednostki weszły obszary dotychczasowych gromad Dobrzewy, Janów, Jastrzębia, Jurków I, Jurków II, Oporów Nowy, Kurów, Samogoszcz i Świechów ze zniesionej gminy Oporów oraz obszar dotychczasowej gromady Wólka Lizigódź ze zniesionej gminy Dobrzelin w tymże powiecie. Dla gromady ustalono 19 członków gromadzkiej rady narodowej.
31 grudnia 1959 do gromady Oporów przyłączono wieś, osadę i parcelę Skórzewa, wieś Skórzewka, wieś Raj, wieś i parcelę Golędzkie, wieś Anin, wieś Stanisławów, kolonię, parcelę i osadę poduchowną Mnich oraz parcelę Grotowice ze zniesionej gromady Mnich oraz wieś Podgajew, wieś Gajew, wieś Szymanówka, wieś Szczyt, wieś Kamienna, wieś Wola Prosperowa i wieś Wola Owsiana ze zniesionej gromady Ruszki.
Gromada przetrwała do końca 1972 roku, czyli do kolejnej reformy gminnej. 1 stycznia 1973 w powiecie kutnowskim reaktywowano gminę Oporów.